# Субтропічні ліси Північного Трикутника
Субтропічні ліси Північного Трикутника (ідентифікатор WWF: IM0140) — індомалайський екорегіон тропічних та субтропічних вологих широколистяних лісів, розташований на півночі М'янми.

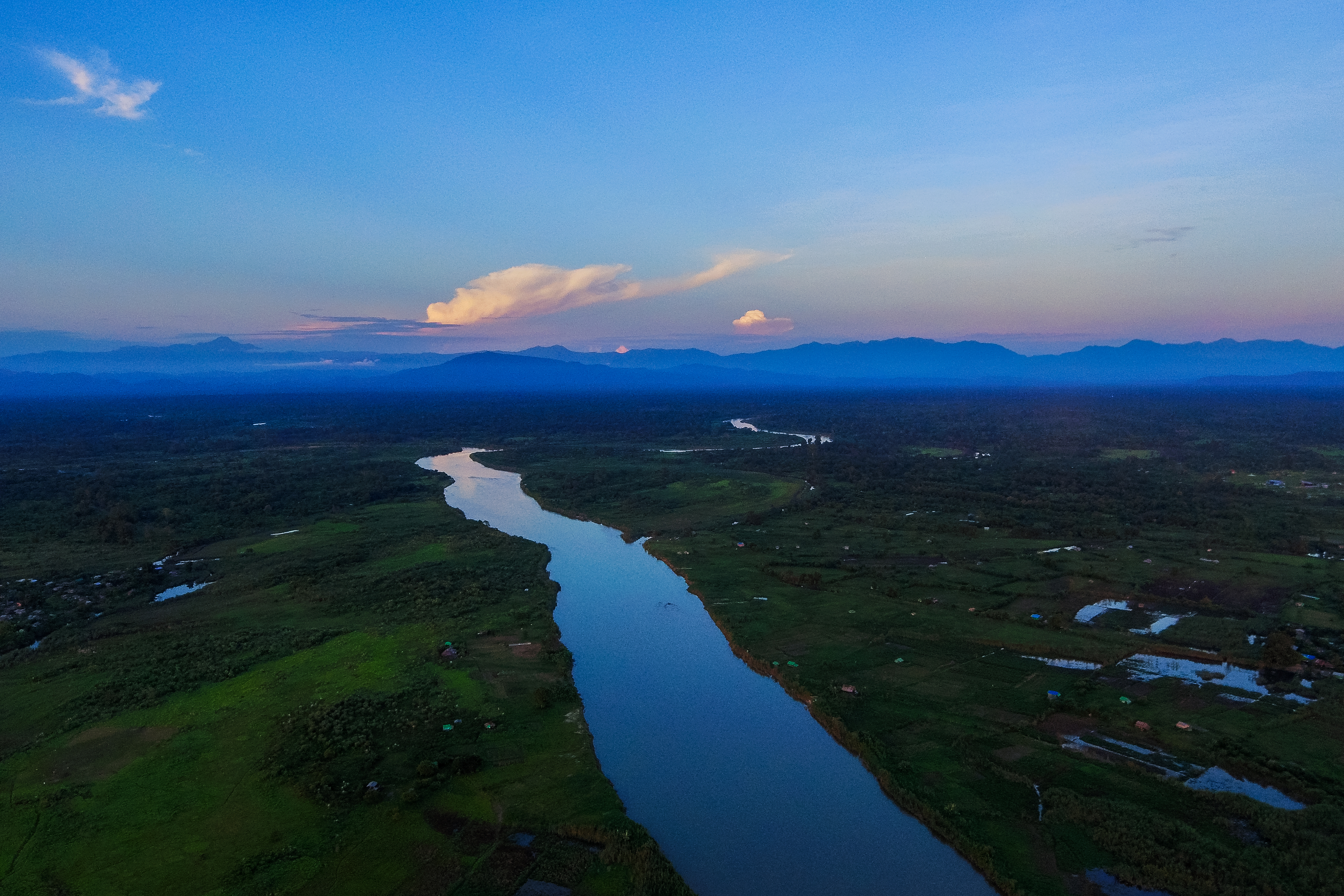
Ландшафт долини Хукаунг

## Географія
Екорегіон субтропічних лісів Північного Трикутника охоплює центральну частину штату Качин та північну частину області Сікайн, розташовані на півночі М'янми, в регіоні Золотого Трикутника. В східній частині регіону протікають річки Малі та Н'Май, які при злитті утворюють річку Іраваді, а на заході регіону розташована долина Хуконг, по якій тече річка Чиндвін, найбільша притока Іраваді. В центральній частині екорегіону розташовані Качинські гори, найвищою вершиною яких є гора Бумпха-Бум висотою 3411 м. Із заходу екорегіон оточений горами Паткай, зі сходу — горами Гаолігуншань, а з півночі — найсхіднішими відгалуженнями Гімалаїв.
В горах на півночі екорегіон переходить у помірні ліси Північного Трикутника, а на сході — у альпійські хвойні та мішані ліси ущелин Нуцзяну та Ланьцанцзяну. На південь від екорегіону поширені дощові ліси Мізораму, Маніпуру та Качину, а на південний схід — субтропічні ліси Північного Індокитаю.

## Клімат
В межах екорегіону переважає вологий субтропічний клімат (Cwa за класифікацією кліматів Кеппена) або високогірний субтропічний клімат (Cwb за класифікацією Кеппена). З листопада по квітень триває зимовий сухий сезон, а з травня по жовтень — літній вологий сезон, пов'язаний з південно-західними мусонами, що надходять з Бенгальської затоки. Середньорічна кількість опадів в регіоні перевищує 2000 мм.

## Флора
Основними рослинними угрупованнями екорегіону є субтропічні широколистяні ліси, поширені на висоті від 500 до 1600 м над рівнем моря. На висоті до 915 м над рівнем моря в лісах переважають представники родин Магнолієві (Magnoliaceae), Лаврові (Lauraceae) та Діптерокарпові (Dipterocarpaceae), а на більшій висоті — представники родин Букові (Fagaceae) та Мелієві (Meliaceae), різноманітні деревоподібні папороті та ліаноподібні пальми. Серед характерних дерев, що зустрічаються в лісах регіону, слід відзначити лавровий клен (Acer laurinum), ассамський гіркокаштан (Aesculus assamica), вільхоподібну березу (Betula alnoides), прутоподібний граб (Carpinus viminea), срібний кастанопсіс (Castanopsis argentea) та крилоплідну магнолію (Magnolia pterocarpa), а також різні види персей (Persea spp.), ліцей (Litsea spp.) та ліндер (Lindera spp.). У зрілих лісах дерева вкриті ліанами, зокрема жасмином Дюкло (Jasminum duclouxii), велетенською бірманською жимолостю (Lonicera hildebrandiana), різними видами баугінії (Bauhiniaspp.), ломиноса (Clematisspp.), муссенди (Mussaendaspp.) та ожини (Rubusspp.). У найвищих частинах екорегіону, на висоті понад 1525 м над рівнем моря, в лісах домінують тополеві еубаклендії (Exbucklandia populnea).
В горах у деяких частинах екорегіону зустрічаються ділянки помірних широколистяних лісів та субальпіських хвойних лісів. Зокрема, в долині Нгавчанг, розташованій на заході екорегіону, на висоті від 1000 до 1900 м над рівнем моря, зустрічаються сосново-дубові мішані ліси, основу яких складають кхасійські сосни (Pinus kesiya), пилчасті дуби (Quercus serrata) та дуби Гріффіта (Quercus griffithii). В цих відкритих лісах зустрічається багата та унікальна трав'яна флора, яка включає бегонієволисту анемону (Anemone begoniifolia), головоцвітий тирлич (Gentiana cephalantha), пілоселлову герберу (Gerbera piloselloides), духалдею Каппа (Duhaldea cappa), лілію Бейкера (Lilium bakerianum), первоцвітну лілію (Lilium primulinum) та дрібнозубий первоцвіт (Primula denticulata).
Флористичне різноманіття екорегіону є одним з найвищих у континентальній Азії. Це пояснюється різноманітним рельєфом регіону, а також розташуванням його на перетині Ассамсько-Індійської, Східно-Гімалайської, Індо-Малайської та Китайської флористичних областей. Рослини індо-малайського походження переважають в річкових долинах, на висоті до 2400 м над рівнем моря, а індо-гімалайського — в горах. В лісах регіону зустрічаються також деякі реліктові види гондванського походження. Серед ендемічних видів рослин, що зустрічаються в екорегіоні, слід відзначити Paphiopedilum wardii, Agapetes adenobotrys, Agapetes pubiflora, Brachytome wardii, Lactuca gracilipetiolata, Lasianthus wardii та Strobilanthes stramineus.

## Фауна
В межах екорегіону зустрічається близько 140 видів ссавців. Серед поширених в екорегіоні ссавців слід відзначити індійського слона (Elephas maximus indicus), гаура (Bos gaurus), мішмійського такіна (Budorcas taxicolor taxicolor), суматранського серау (Capricornis sumatraensis), індійського замбара (Rusa unicolor), індійського мунтжака (Muntiacus muntjak), дику свиню (Sus scrofa), іравадійську білку (Callosciurus pygerythrus), пістряву політуху (Hylopetes alboniger), ведмежого макаку (Macaca arctoides), ассамського макаку (Macaca assamensis), північного свинохвостого макаку (Macaca leonina), чубатого лангура (Trachypithecus pileatus), західного хулока (Hoolock hoolock), східного хулока (Hoolock leuconedys) та рідкісну червону панду (Ailurus fulgens). Серед хижих ссавців, що зустрічаються в регіоні, слід відзначити індокитайського тигра (Panthera tigris corbetti), індокитайського леопарда (Panthera pardus delacouri), димчасту пантеру (Neofelis nebulosa), золотисту котопуму (Catopuma temminckii), бенгальського кота (Prionailurus bengalensis), гірського куона (Cuon alpinus), гімалайського ведмедя (Ursus thibetanus), малайського ведмедя (Helarctos malayanus), велику індійську віверу (Viverra zibetha) та харзу (Martes flavigula).
Серед майже ендемічних ссавців, що зустрічаються в екорегіоні, слід відзначити гуншанського мунтжака (Muntiacus gongshanensis), білку Андерсона (Callosciurus quinquestriatus), брахманського білочеревого пацюка (Niviventer brahma) та гіпсуга Жоффра (Mirostrellus joffrei). У 1997 році в регіоні був відкритий новий вид оленів — листковий мунтжак (Muntiacus putaoensis), названий так через те, що його тіло можна обгорнути одним великим листом.
В межах екорегіону зустрічається понад 370 видів птахів. Серед поширених в екорегіоні птахів слід відзначити сірогрудого трагопана (Tragopan blythii), сірого віялохвоста (Polyplectron bicalcaratum), дворогого гомрая (Buceros bicornis), смугастодзьобого калао (Rhyticeros undulatus), непальського калао (Aceros nipalensis), сіроголового папугу (Psittacula finschii), рожевоволого папугу (Psittacula alexandri), а також майже ендемічних рудочеревих алікорто (Brachypteryx hyperythra) та асамських тимельовців (Pterorhinus nuchalis).

## Збереження
Оцінка 2017 року показала, що 15 980 км², або 30 % екорегіону, є заповідними територіями. Природоохоронні території включають: Природний заповідник долини Хуконг, Природний заповідник Хпонгкаразі та Природний заповідник Бумпха-Бум.